# Mucophilus cyprini
Mucophilus cyprini är en svampart som beskrevs av Plehn 1920. Mucophilus cyprini ingår i släktet Mucophilus, ordningen Chytridiales, klassen Chytridiomycetes, divisionen pisksvampar och riket svampar.   Inga underarter finns listade i Catalogue of Life.